# Hans Pinteritsch
Johann Pinteritsch (* 21. Juli 1864 in Völkermarkt; † 4. März 1934 ebenda) war ein österreichischer Färbereibesitzer, Bürgermeister und Politiker.

## Leben
Pinteritsch war der Sohn des westfälischen Färbermeisters Johann Pinteritsch (* 21. September 1828; † 21. November 1907) und dessen Ehefrau Maria geborene Bischofreiter (* 10. September 1838; † 23. November 1904). Er war römisch-katholisch und heiratete am 12. Mai 1890 Maria Strauss (* 6. Februar 1869; † 2. Dezember 1919). Aus der Ehe gingen vier Töchter und ein Sohn hervor.
Er war Inhaber einer Blaudruckfabrik, die er 1924 an seinen Sohn übergab. Von 1897 bis 1918 amtierte er als Bürgermeister von Völkermarkt.
Vom 16. April 1903 bis zum 20. September 1915 war er Abgeordneter im Kärntner Landtag. In der IX. Wahlperiode von 1903 bis 1909 war er Mitglied des Bauausschusses, in der X. Wahlperiode von 1909 bis 1915 Mitglied des Bau- und des Revisionsausschusses. Er gehörte dem Klub DVP an.